# آکویلا (تگزاس)
آکویلا، تگزاس(به انگلیسی: Aquilla, Texas) شهری در شهرستان هیل ایالت تگزاس از ایالات جنوبی ایالات متحده آمریکا است. در سرشماری سال ۲۰۰۰، جمعیت این شهر ۱۳۶ نفر اعلام شد.

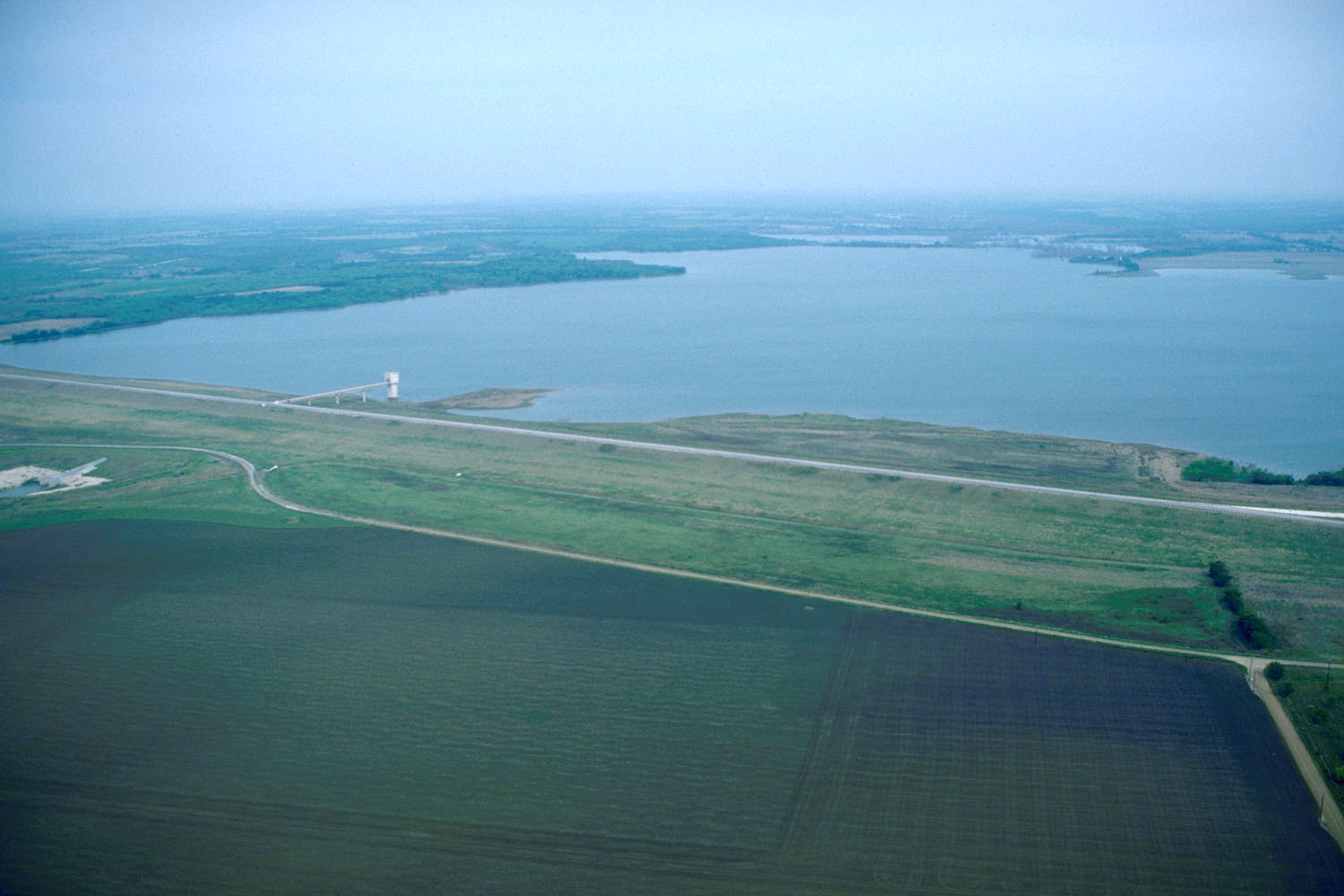